# Proaresio
Proaresio (en armenio Պարույր, Paruyr, en griego Προαιρέσιος, 276-368) fue un retórico romano, de fe cristiana y de origen armenio, nacido en Cesarea, quien enseñó en Atenas durante el siglo IV. Fue uno de los maestros más destacados de su época, junto con Diofanto, el árabe y Epifanio de Petra.

## Primeros años
Proaresio estudió con el maestro de retórica Ulpiano de Ascalón en Antioquía. Por aquel entonces, según su biografía, era tan pobre que él y su amigo Hefestión, tenían solamente un ropaje decente entre ambos, por lo cual se turnaban, en días alternos, para usarlo.
Después se trasladó a Atenas, donde estudió con Juliano de Capadocia, a quien siempre tuvo en alta estima.
En efecto, en una ocasión, los discípulos de Apsines se enfrentaron con los de Juliano y el asunto fue llevado ante el procónsul. Juliano, entonces un hombre mayor, pidió a Proaresio que se encargara de defenderlo, cosa que hizo con tal elocuencia, que no solamente ganó el caso, sino que fue aplaudido por el juez y por el propio Apsines. A la muerte de Juliano, heredó su casa, donde estableció una escuela de retórica. 

## Maestro en Atenas
En Atenas se convirtió en "el más célebre maestro de su época", como lo llamó Sozomeno . Numerosos estudiantes, muchos de ellos armenios, viajaban para asistir a sus clases. Entre otros alumnos destacados, se menciona a dos de los Padres Capadocios, Gregorio Nacianceno y Basilio el Grande, así como al retórico pagano Libanio. 
Estuvo casado con Anficlea de Tralles, con la que tuvo dos hijas, muertas en la infancia.
El historiador Eunapio, que no era cristiano, fue el estudiante favorito de Proaresio y escribió su biografía, donde lo compara con héroes mitológicos y personajes de la Antigüedad clásica presentándolo como un modelo de sabiduría helenística.

## Prestigio
Atraído por la fama de su erudición, el emperador Constante lo invitó a su palacio en la Galia y lo agasajó con magnificencia, aunque el invitado era de hábitos muy sencillos y ascéticos. El emperador le otorgó una prefectura honorífica y lo envió a Roma, donde se convirtió en objeto de veneración popular, la cual culminó con la erección de su estatua, con la inscripción Regina rerum Roma, Regi Eloquentiae esto es, «Roma, la reina de (todas) las cosas, al rey de la elocuencia». Durante ese viaje logró que el emperador le concediera que ciertas islas del Egeo fuesen obligadas a pagar a Atenas, un tributo de grano.
En 362, Juliano prohibió a los cristianos la enseñanza de la retórica helénica, argumentando que puesto que no creían en los dioses griegos, tampoco debían enseñar las obras de quienes los adoraban. Juliano, él mismo un estudioso, admiraba a Proaresio, elogiando su «exuberante y desbordante discurso... poderoso como el de Pericles»; por esta estima, y tal vez con la esperanza de ganar a Proaresio para su programa de restauración del paganismo, le permitió mantener su cátedra. Proaresio, sin embargo, permaneció leal a su fe cristiana y renunció voluntariamente a su lucrativo puesto. A la muerte de Juliano, regresó a la enseñanza. 
No sobreviven obras de Proaresio, pero su influencia aparece en famosos retóricos de la segunda mitad del siglo IV como Himerio y Libanio.